# Mosquée de Kaunas
La Mosquée de Kaunas (en lituanien : Kauno mečetė) est la seule mosquée de la ville de Kaunas, l'une des quatre mosquées de Lituanie ainsi que la seule mosquée en briques de Lituanie et des pays baltes.

## Cimetière musulman
L'histoire de la communauté musulmane de Kaunas remonte à l'arrivée des Tatars musulmans de Lipka dans le Grand-Duché de Lituanie au XVème siècle.
L'ancien cimetière musulman se trouve aujourd'hui dans le parc de Ramybė, qui était auparavant le vieux cimetière de Kaunas de 1847 à 1959 divisé entre quatre confessions : catholique, luthérienne, orthodoxe et islam. Le territoire du cimetière musulman était divisé en deux parties :
- Le premier complexe était un cimetière initialement dédié aux musulmans tatars. Il y avait également 100 tombes de soldats turcs morts en captivité à Kaunas pendant la guerre russo-turque de 1877-1878. Dans une autre partie du cimetière, derrière la mosquée en bois, des soldats allemands morts pendant la Première Guerre mondiale y ont été enterrés[1].
- Le deuxième complexe était une mosquée en bois, une maison où vivait l'imam et une école avec un jardin.

A l'origine, il y avait une mosquée en bois sur les rives du fleuve Niémen, édifiée vers 1906 par un Tatar de Kaunas. La communauté tatare de Kaunas comptait environ 120 membres au début du XXe siècle, mais à ces fidèles musulmans se joignaient les 2000 soldats musulmans de la garnison russe qui se rendaient à la mosquée le vendredi. 

## Description
La mosquée en bois a été remplacée par une mosquée en briques en 1930 avec l'aide de l'État lituanien. À cette époque, Kaunas était la capitale temporaire de la Lituanie. La mosquée de Kaunas a été reconstruite en commémoration du 500e anniversaire de la mort de Vytautas le Grand, le grand-duc de Lituanie à qui l'on attribue l'installation des Tatars de Lipka en Lituanie,.
La mosquée a été conçue par les architectes Vaclovas Michnevičius (1866-1947) et Adolfas Netyksas, qui ont suivi un style moderniste pour les éléments de l'architecture islamique. La construction de la nouvelle mosquée a commencé en 1930 et s'est achevée en 1933. La mosquée était petite, son premier étage était réservé aux hommes et le deuxième étage aux femmes, et elle avait un minaret et un dôme. Divers éléments orientaux étaient visibles sur la façade du bâtiment ainsi qu'à l'intérieur.
Pendant la Seconde Guerre mondiale, la mosquée fut fermée et pillée. Les activités religieuses se poursuivirent après la guerre jusqu'en 1947, date à laquelle la propriété de la mosquée fut transférée à la municipalité de Kaunas.
À l'époque soviétique, le bâtiment était utilisé comme cirque et bibliothèque. Il était prévu de créer un musée d'art islamique et oriental. L'apparence extérieure de la mosquée est similaire à son aspect d'origine, mais les décorations intérieures ont été remplacées au fil du temps.
En 1989, la mosquée de Kaunas a été rendue aux fidèles. En 1991, le premier culte a eu lieu. Depuis l'indépendance de la Lituanie, la communauté religieuse musulmane de la ville de Kaunas est propriétaire de la mosquée.
Aujourd'hui, la plupart des croyants allant à la mosquée sont des étudiants étrangers qui étudient dans les universités de Kaunas et des hommes d'affaires d'Asie centrale.